# Kuźnica (gmina Zelów)
Kuźnica – wieś w Polsce położona w województwie łódzkim, w powiecie bełchatowskim, w gminie Zelów.
Nazwa pochodzi od kuźni, które się tam znajdowały ze względu na niskoprocentowe pokłady rudy żelaza. Wytwarzano tam narzędzia rolnicze.
W latach 1975–1998 miejscowość administracyjnie należała do województwa piotrkowskiego.
Przez wieś przepływa rzeka Grabia i przebiega droga wojewódzka nr 473.